# イリーナ・フィリシチンスカヤ
イリーナ・ニコラエヴナ・フィリシチンスカヤ（ロシア語: Ирина Николаевна Филиштинская, ラテン文字転写: Irina Filishtinskaya, 1990年6月14日 - ）は、ロシアの女子バレーボール選手。ポジションはセッター。ロシア代表。

## 来歴

### クラブチーム
サラヴァト出身。9歳のときにバレーボールをはじめた。2006年から6年間VK Protonでプレーし、主将も務めた。2012/13シーズンからはディナモ・クラスノダールでプレーし、2015年5月の世界クラブ選手権で銀メダルを獲得した。2015/16シーズンのロシアスーパーリーグでは3位となった。2016年、ディナモ・カザンへ移籍することが発表され、2016/17、2017/18シーズンのロシアスーパーリーグでは準優勝した。2018年4月にスポーツ選手としてのキャリアを中断していたが、2020/21シーズンよりEnisey Krasnoyarskで復帰することが発表された。2021年からはロコモティブ・カリーニングラードと契約し、2021/22シーズンのロシアスーパーリーグで優勝し、自身もベストセッター賞を受賞した。2023/24シーズンのロシアスーパーリーグでは準優勝しベストセッター賞を受賞した。

### 代表チーム
アンダーカテゴリーの代表として2008年のU-20欧州選手権で銀メダルを獲得した。2010年にシニアのロシア代表に初選出され、同年のモントルーバレーマスターズでデビューした。2015年に韓国で開催されたユニバーシアードで金メダルを獲得した。2016年、エリツィン大統領杯に出場した。2017年のワールドグランプリ、グラチャン、欧州選手権では正セッターとして活躍した。

## 球歴
- グラチャン - 2017年
- 欧州選手権 - 2017年
- ワールドグランプリ - 2017年

## 受賞歴
- 2022年 - 2021/22ロシアスーパーリーグ ベストセッター賞
- 2024年 - 2023/24ロシアスーパーリーグ ベストセッター賞

## 所属クラブ
- Proton-Saratov（2006-2012年）
- ディナモ・クラスノダール（2012-2016年）
- ディナモ・カザン（2016-2018年）
- Enisey Krasnoyarsk（2020-2021年）
- ロコモティブ・カリーニングラード（2021年-）